# Georges Carnus
Georges Carnus (Gignac-la-Nerthe, 13 agosto 1942) è un ex calciatore francese.

## Carriera
Cresciuto nell'Aix, si affermò dopo il passaggio allo Stade Français di Parigi, avvenuto nel 1961. In quello stesso anno Carnus esordì infatti in nazionale, in cui collezionerà in dieci anni 36 presenze, partecipando ai mondiali del 1966 come secondo portiere. I maggiori successi a livello di club e individuale li ottenne a partire dal 1967, quando si trasferì al Saint-Étienne, in cui vinse tre campionati in quattro anni e due edizioni della Coppa di Francia, conquistando anche per due volte consecutive il titolo di calciatore francese dell'anno. Passato nel 1971 all'Olympique Marsiglia, al suo esordio nel club marsigliese vinse un double, prima di ritirarsi due anni dopo, in seguito ad un grave incidente stradale in cui si salvò per miracolo, perdendo però la moglie e due figlie.

## Palmarès

### Club
- Campionato francese: 4

Saint-Étienne: 1967-1968, 1968-1969, 1969-1970
Olympique Marsiglia: 1971-1972
- Coppa di Francia: 4

Saint-Étienne: 1967-1968, 1969-1970
Olympique Marsiglia: 1971-1972
- Supercoppa francese: 3

Saint-Étienne: 1968, 1969
Olympique Marsiglia: 1971

### Individuale
- Calciatore francese dell'anno: 2

1970, 1971